# آداپیس‌سانیان
آداپیس‌سانیان (نام علمی: Adapiformes) نام یک زیرراسته از راسته نخستی‌سانان است.